# William Edward Ayrton
William Edward Ayrton (London, 1847. szeptember 14. – London, 1908.  november 8.) brit fizikus.

## Pályafutása
1864-ben a University College Londonban kezdett tanulni. Tehetséges matematikusnak bizonyult és ösztöndíjban részesült. 1867-ben William Thomsonnál tanult villamosság-elméletet és labortechnikát a Glasgow-i Egyetemen. 1868-ban a Brit Indiában kezdte pályafutását, ahol a távíróhálózat modernizálásán dolgozott egy német mérnökkel együtt.
1873 és 1878 között Japánban, a Császári Mérnökképző Iskolában (ma a Tokiói Egyetem Mérnöktudományi Kara) tanított fizikát és telegráfiát. 1878-ban ő nyitotta meg japán első elektromos közvilágítási rendszerét Tokióban.
1885-től a City and Guilds of London Institute docense, és az ír John Perry barátjával és mérnöktársával az elektromágnesség gyakorlati alkalmazasán dolgozott. Több villamos mérőműszert készítettek, pl. wattmérőt, spirálrugós ampermérőt, dinamométert. Ők építették az első elektromos triciklit. A Royal Society tagja volt és a Royal-érem tulajdonosa.